# 2MASS J00084521+2350184
2MASS J00084521+2350184은 NGC 8의 주성이며, K형 주계열성이다.